# Erodynerus
Erodynerus är ett släkte av steklar som ingår i familjen Eumenidae.

## Arter
- Erodynerus maculipennis
- Erodynerus oculatus